# Gustaf Ehrengranat
Gustaf Adam Wilhelm Ehrengranat i riksdagen kallad Ehrengranat i Falkenberg, född 14 augusti 1820 i Råda socken, Skaraborgs län, död 3 januari 1877 i Falkenbergs församling, Hallands län, var en svensk läkare och politiker. 
Gustaf Ehrengranat, som var son till översten Axel Wilhelm Ehrengranat, blev student vid Uppsala universitet 1839, medicine kandidat 1850, medicine licentiat 1852, medicine doktor samma år och kirurgie magister 1856. Han blev bruksläkare i Gimo 1852, stadsläkare i Falkenberg 1856 samt provinsialläkare i Falkenbergs distrikt 1862. Den senare posten behöll han fram till sin död. Han lät anlägga Doktorspromenaden i Falkenberg 1862.
Ehrengrant var aktiv vid införande av stadsfullmäktige i Falkenberg och var dess ordförande 1871–1876. Han deltog vid ståndsriksdagen 1850/51 som adelsrepresentant och satt i tvåkammarriksdagens första kammare 1867–1868, invald i Hallands läns valkrets. I riksdagen skrev han fyra egna motioner om skatt på cigarrer och om medel till "kringresande undervisare i sättet att insamla, förvara och tillreda svampar".
Han var ogift.